# Cathédrale d'Orbetello
La cathédrale d'Orbetello est une église catholique romaine d'Orbetello, en Italie. Il s'agit d'une cocathédrale du diocèse de Pitigliano-Sovana-Orbetello.